# Changle (Pengxi)
Changle (chinesisch 常乐镇,  Chánglè Zhèn) ist eine Großgemeinde im Südwesten der Volksrepublik China. Sie gehört zum Verwaltungsgebiet des Kreises Pengxi, der seinerseits der bezirksfreien Stadt Suining in der Provinz Sichuan unterstellt ist. Die Großgemeinde hat eine Fläche von 56,3 Quadratkilometer und 27.800 Einwohner (2017) und liegt etwa 22 km von Pengxis Zentrum entfernt.
Die Altstadt von Changle wurde bis 2016 fast völlig abgerissen und mit modernen Ladenzeilen ersetzt.
Die landwirtschaftliche Nutzfläche beträgt 14 Quadratkilometer, davon sind 5,4 Quadratkilometer Ackerland. Seit 2016 gibt es mehrere Programme zur Unterstützung und zum Ausbau der Landwirtschaft in der Großgemeinde. Beim Reisanbau wurde die Anbaufläche um mehr als 70 ha vergrößert. Mit speziellen Sorten konnte ein Ertrag von bis zu 774,8 kg Reis pro Mu (etwa 1162 kg pro 1000 Quadratmeter) erreicht werden, damit wurde ein neuer Rekord bei der Reisernte im Hügelland von Sichuan aufgestellt. Auf weiteren 70 ha wurden Betriebe zur Fischzucht eingerichtet, auf 100 ha Model-Projekte zur Reisfeld-Fischzucht. Zur Schweinezucht gibt es einen neu eingerichteten Betrieb mit über 10.000 Tieren, drei Betriebe mit über 1000 Tieren und 50 Betriebe mit über 100 Tieren.